# Râul Sălciuța
Râul Sălciuța este un afluent al râului Arieș. 

## Hărți
- Harta Munții Apuseni
- Harta Județul Alba